# 32724 Woerlitz
32724 Woerlitz è un asteroide della fascia principale. Scoperto nel 1977, presenta un'orbita caratterizzata da un semiasse maggiore pari a 3,9415495 UA e da un'eccentricità di 0,1391662, inclinata di 9,91252° rispetto all'eclittica.